# Cromínia
Cromínia là một đô thị thuộc bang Goiás, Brasil. Đô thị này có diện tích 369,917 km², dân số năm 2007 là 3852 người, mật độ 10,4 người/km².